# Roststrupig tangara
För fågelarten Tangara gyrola, se rosthuvad tangara
Roststrupig tangara (Ixothraupis rufigula) är en fågel i familjen tangaror inom ordningen tättingar.

## Utseende
Roststrupig tangara är en distinkt liten tangara med mestadels svart huvud, orangefärgad strupe och tydliga svarta fläckar på undersidan. Ovansidan är mörk med ett fjälligt utseende. 

## Utbredning och systematik
Fågeln förekommer i Anderna i västra Colombia och västra Ecuador (i söder till El Oro). Den behandlas som monotypisk, det vill säga att den inte delas in i några underarter.

### Släktestillhörighet
Tidigare inkluderades arten i släktet Tangara, men genetiska studier har visat att den och dess släktingar står närmare Thraupis. Andra auktoriteter inkluderar istället både Ixothraupis och Thraupis i Tangara. 

## Levnadssätt
Roststrupig tangara hittas i förberg  på mellan 600 och 1500 meters höjd. Där ses den i par eller smågrupper, födosökande i kringvandrande artblandade flockar i skogens mellersta och övre skikt. Arten besöker fågelmatningar.

## Status
Trots det begränsade utbredningsområdet och det faktum att den minskar i antal anses beståndet vara livskraftigt av internationella naturvårdsunionen IUCN.